# جاناتان والترز
جاناتان رونالد والترز (انگلیسی: Jonathan Ronald Walters؛ زادهٔ ۲۰ سپتامبر ۱۹۸۳) بازیکن فوتبال پیشین اهل جمهوری ایرلند است.

## افتخارات
هال سیتی
- لیگ یک فوتبال انگلستان نایب قهرمان: ۰۵–۲۰۰۴

استوک سیتی
- جام حذفی فوتبال انگلستان نایب قهرمان: ۲۰۱۱